# 하이퍼랩스 (앱)
하이퍼랩스(Hyperlapse)는 사용자가 하이퍼랩스 및 타임랩스 비디오를 제작할 수 있도록 인스타그램에서 만든 모바일 앱이다. 이 앱은 2014년 8월 26일에 출시되었다. 이 앱을 사용하면 한 번에 최대 45분 분량의 영상을 녹화할 수 있으며, 나중에 가속하여 하이퍼랩스 영화 효과를 만들 수 있다. 시간 경과는 일반적으로 기존 카메라의 스틸을 함께 연결하여 생성되는 반면 앱은 지터를 제거하여 비디오 모양을 안정시키는 이미지 안정화 알고리즘을 사용한다. 인스타그램과 달리 이 앱은 필터를 제공하지 않는다. 대신, 사용자가 사용할 수 있는 유일한 후반 작업 옵션은 1x에서 40x 일반 재생 속도까지 재생 속도를 수정하는 것이 가능하다.
이 앱은 iOS 기기에서만 사용할 수 있지만 인스타그램은 2014년 8월에 가까운 시일 내에 안드로이드 버전을 사용할 수 있을 것이라고 제안했다. 폴 아웃 보이의 "Centuries" 뮤직 비디오는 하이퍼랩스 앱을 사용하여 촬영되었다.
하이퍼랩스는 2022년 3월 1일부로 인스타그램에 의해 앱 스토어에서 제거되었다.